# Seongnam FC
Seongnam FC (coreeană 성남 FC) este un club de fotbal sud-coreean fondat în 1989, cu sediul în Seul. Cu șapte campionate câștigate este cel mai de succes club din K-League în materie de campionate câștigate. Clubul este cel mai de succes din istoria fotbalului din Coreea de Sud, câștigând șapte campionate de două ori câștigând câte trei campionate la rând. Seongnam este clasat pe locul 5 în clasamentul realizat de IFFHS ca fiind al cincilea cel mai bun club din Asia.

## Palmares

### Intern
- K-League
  - Campionate (7) : 1993, 1994, 1995, 2001, 2002, 2003, 2006
  - Locul doi (3) : 1992, 2007, 2009

- FA Cup
  - Campioni (1) : 1999
  - Locul doi (3) : 1997, 2000, 2009

- Supercupa Coreei
  - Campioni (1) : 2002
  - Locul doi (2) : 2000, 2004

- K-League Cup
  - Champions (3) : 1992, 2002, 2004
  - Runner-ups (3) : 1995, 2000, 2006

### Internațional
- AFC Champions League
  - Campioni (2) : 1995-96, 2010
  - Locul doi (2) : 1996-97, 2004

- Supercupa Asiei
  - Campioni (1) : 1996

- A3 Champions Cup
  - Campioni (1) : 2004

- Afro-Asian Club Championship
  - Campioni (1) : 1996

## Foști jucători notabili
| - Juan Carlos Arce - Dudu - Itamar - Mota - Michel Pensée - Lee Sa-Vik (Jasenko Sabitović) - Dževad Turković - Jean-Kasongo Banza - Stanley Aborah, Sr. - Ion Testimițanu - Adrian Neaga | - Denis Laktionov (Lee Seong-Nam) - Andrei Solomatin - Saša Drakulić - Kim Dae-Eui - Kim Do-Heon - Kim Do-Hoon - Kim Hae-Woon - Kim Sang-Sik - Kim Yong-Dae - Kim Young-Chul - Ko Jeong-Woon | - Lee Ho - Lee Sang-Yoon - Nam Ki-Il - Park Jin-Seop - Park Nam-Yeol - Shin Tae-Yong - Son Dae-Ho - Woo Sung-Yong - Valeri Sarychev (Shin Eui-Son) |

## Antrenori
| Nume           | Început | Final |
| -------------- | ------- | ----- |
| Park Jong-Hwan | 1989    | 1995  |
| Lee Jang-Soo   | 1996    | 1996  |
| Rene Desaeyere | 1997    | 1998  |
| Cha Kyung-Bok  | 1999    | 2004  |
| Kim Hak-Beom   | 2005    | 2008  |
| Shin Tae-Yong  | 2009    |       |